# Gabriel Chade
Gabriel Chade (* 22. Mai 1980) ist ein argentinischer Fußballschiedsrichterassistent. Er steht als dieser seit 2016 auf der Liste der FIFA-Schiedsrichter.

## Karriere
Als Assistent begleitete er nebst vielen Partien auf nationaler Ebene unter anderem international nebst Partien auf Klub-Ebene, auch Spiele von Nationalmannschaften. Hierbei war er unter anderem bei der Copa América 2021 und dem Arabien-Pokal 2021 vertreten. Zur Weltmeisterschaft 2022 wurde er ins Aufgebot der Assistenten berufen.